# لس آولانس
لس آولانس (به اسپانیایی: Avellanes Santa Liña) یک منطقهٔ مسکونی در اسپانیا است که در نوگورا واقع شده‌است. لس آولانس ۱۰۳٫۰ کیلومتر مربع مساحت دارد ۵۶۷ متر بالاتر از سطح دریا واقع شده‌است.